# Rifargia intermedia
Rifargia intermedia är en fjärilsart som beskrevs av Rothschild 1917. Rifargia intermedia ingår i släktet Rifargia och familjen tandspinnare. Inga underarter finns listade.